# Soma Cruz
Soma Cruz (来須 蒼真?, Kurusu Sōma) è il protagonista dei videogiochi d'avventura dinamica Castlevania: Aria of Sorrow e Castlevania: Dawn of Sorrow, parte della serie Castlevania della Konami. Il personaggio è stato ideato da Ayami Kojima per desiderio del produttore Koji Igarashi, che intendeva provare "un percorso diverso" per la serie. Le soddisfazioni di Igarashi per il personaggio e la trama di Aria of Sorrow determinarono il suo ritorno in Dawn of Sorrow, dopo essere stato ridisegnato con un nuovo aspetto ispirato agli anime per renderlo più appetibile ad una demografica più giovane.
In Aria of Sorrow, Soma è rispettivamente uno studente delle superiori nella versione giapponese ed uno studente straniero trasferitosi in Giappone in quella internazionale. Trovatosi nel castello di Dracula (il principale antagonista della serie) nell'anno 2035, dopo essere svenuto prima di osservare la prima eclissi solare del ventunesimo secolo, Soma scopre di possedere il "potere della dominanza", ovvero la capacità di ottenere e poter utilizzare le anime e le abilità dei nemici da lui sconfitti. Con il progredire della trama, Soma riceve la notizia della morte di Dracula e scopre di essere la sua reincarnazione: il suo destino è divenire egli stesso Dracula. Il motivo per il quale Soma non lo diventa immediatamente è l'intervento di Genya Arikado (pseudonimo di Alucard). Soma riesce alla fine ad eliminare il caos regnante nel castello, evitando la sua corruzione e la sua morte, per mano di Julius Belmont. Nel sequel Dawn of Sorrow, cronologicamente successivo al gioco precedente, Soma combatte contro un culto che intende ucciderlo allo scopo di creare un nuovo signore oscuro.
Svariate riviste di videogiochi hanno elogiato il personaggio. Sebbene Soma sia stato considerato come attinente allo stereotipo del classico protagonista della serie, il nuovo contesto delle trame di Aria of Sorrow e Dawn of Sorrow l'hanno diversificato dai precedenti personaggi principali. Le trame dei due videogiochi dei quali è protagonista sono strettamente collegate a quella di un altro titolo della serie, Castlevania: Symphony of the Night. Il cambiamento del design del personaggio in Dawn of Sorrow fu aspramente criticato in quanto molti recensori lo avrebbero preferito come originariamente ideato da Ayami Kojima.